# Konidiogeneza

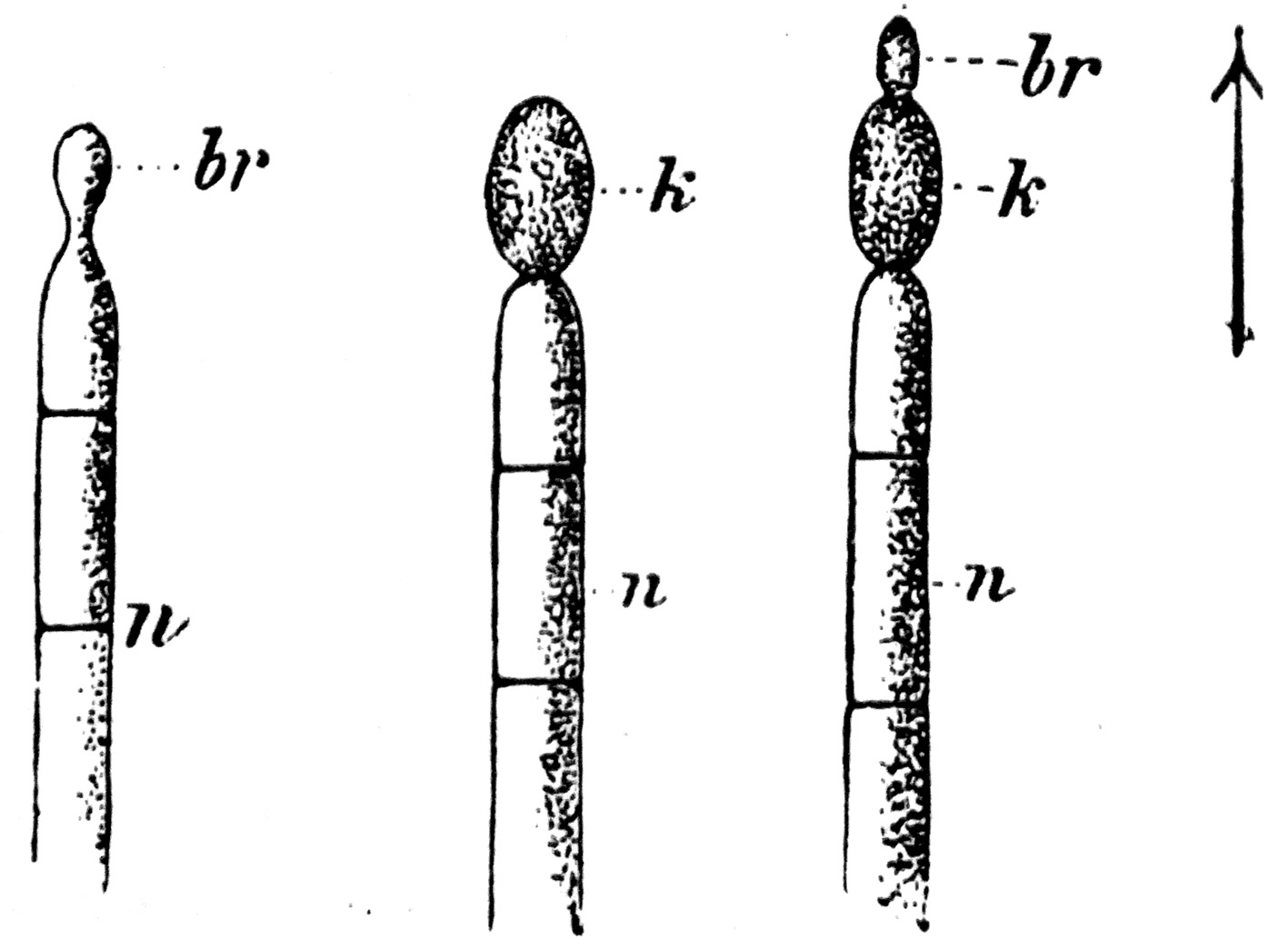
Prosty typ konidiogenezy

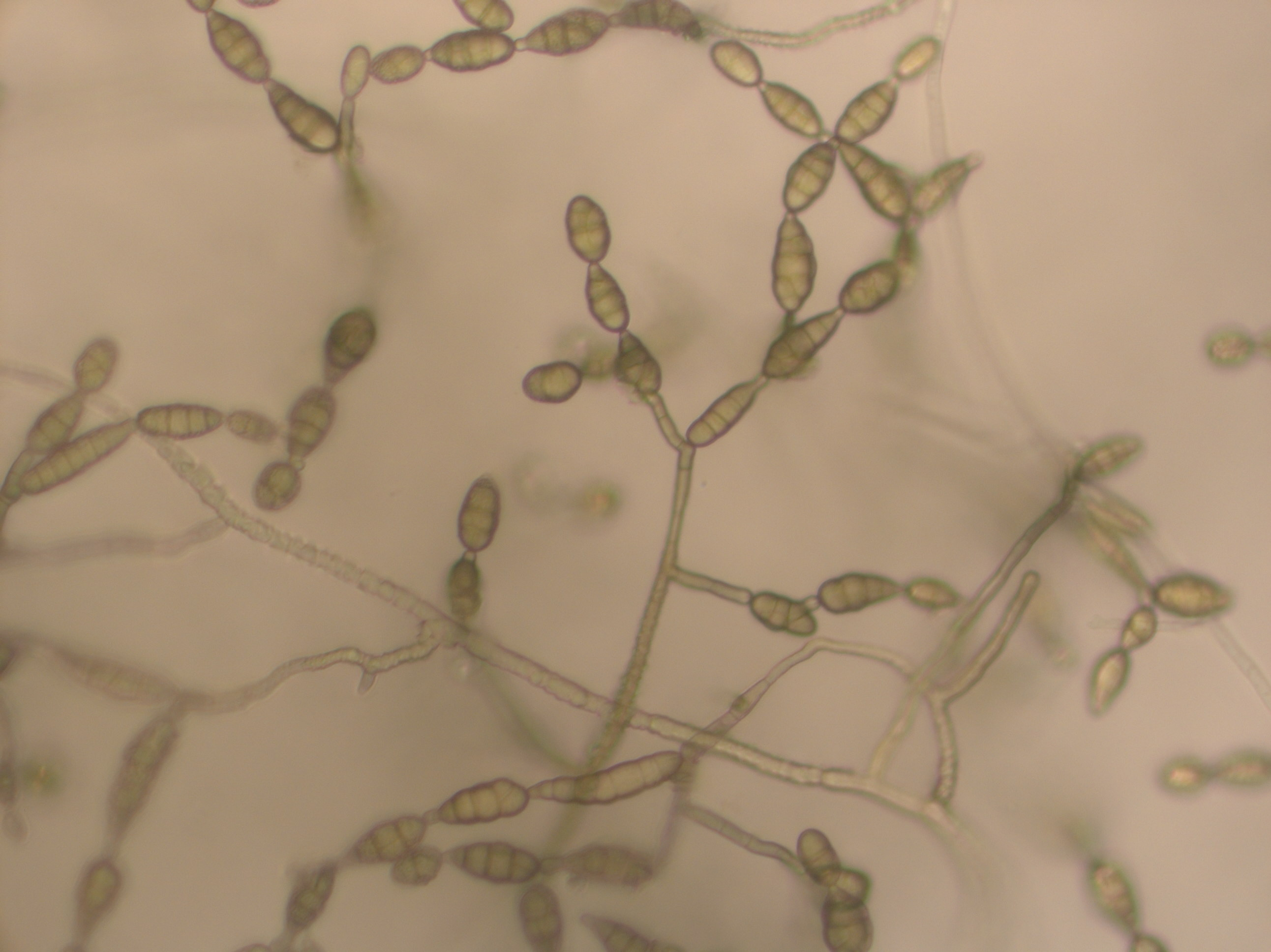
Rozgałęzione łańcuszki akropetalne u Alternaria alternata

Konidiogeneza lub zarodnikowanie konidialne – proces wytwarzania u grzybów zarodników zwanych konidiami. Jest to rozmnażanie bezpłciowe. Zachodzi w komórkach konidiotwórczych (konidiogennych), które znajdują się na zwykłych strzępkach, albo na specjalnie do tego celu tworzących się strzępkach zwanych konidioforami, albo w specjalnych strukturach zwanych konidiomami. Jest charakterystyczne głównie dla workowców, u podstawczaków zachodzi dużo rzadziej.
Konidiogeneza może zachodzić na wiele sposobów. W zależności od jej przebiegu wyróżnia się kilka rodzajów konidiogenezy:
- konidiogeneza holoblastyczna lub holotaliczna – konidia powstają z komórki konidiotwórczej jako jej odgałęzienia
- konidiogeneza enteroblastyczna – konidia powstają wewnątrz komórki konidiotwórczej w wyniku uwypuklenia się jej wewnętrznej ściany komórkowej. Uwalniane są na dwa sposoby:
  - przez por lub pory w jej ścianie zewnętrznej. Jest to konidiogeneza porowa
  - ściana komórkowa konidiów wytwarzana jest na nowo w komórce konidotwórczej fialidzie. Jest to konidiogeneza fialidowa[1].

W zależności od tego ile konidiów powstaje z jednego miejsac wyróżnia się 2 typy konidiogenezy:
- konidiogeneza monoblastyczna – gdy na jednej komórce konidiotwórczej powstaje jedno konidium,
- konidiogeneza poliblastyczna – gdy na jednej komórce konidiogennej powstaje kilka konidiów[2].

W najprostszym przypadku konidiogeneza polega na odrywaniu się od końca strzępki najstarszej komórki. Mówi się wówczas, że konidia powstają kolejno. Często jednak konidia tworzą główkowate skupiska lub łańcuszki. W główkach zarodniki mogą powstawać pojedynczo, lub kolejno. W łańcuszkach konidia mogą powstawać na dwa sposoby, w związku z tym wyróżnia się 2 typy łańcuszków:
- łańcuszki bazypetalne, w których wszystkie konidia pochodzą z tej samej komórki konidiotwórczej
- łańcuszki akropetalne, w których wytworzone konidium samo staje się komórką konidiotwórczą dla następnego konidium[1].

Łańcuszki konidiów mogą być proste lub rozgałęzione
W zależności od sposobu powstawania wyróżnia się kilka rodzajów konidiów powstających na strzępkach i konidioforach:
- artrospory – krótkie, jednokomórkowe konidia wytwarzane przez fragmentację strzępek grzybni lub odgałęzień konidioforów,
- artrospory merystemowe – powstają pojedynczo lub tworzą łańcuszki na szczycie trzonka komórki zarodnikotwórczej. Występują u grzybów z rodzaju Oidium oraz w rzędzie Erysiphales – tu nazywają się oidiami,
- tretospory – przeważnie grubościenne i barwne konidia wytwarzane przez rozrastanie się wewnętrznej ściany komórki zarodnikotwórczej. Powstają pojedynczo lub tworzą łańcuszki. Występują np. u rodzajów Alternaria i Helminthosporium,
- fialospory – wytwarzane są przez rozszerzone butelkowato komórki zwane fialidami i tworzą łańcuszki. Mogą powstawać na komórkach, lub w ich wnętrzu. U niektórych rodzajów (np. Acremonium i Fusarium) fialospory sklejone śluzowatą substancją tworzą główkowate skupiska[3].